# Trichocerca taurocephala
Trichocerca taurocephala är en hjuldjursart som först beskrevs av Hauer 1931.  Trichocerca taurocephala ingår i släktet Trichocerca och familjen Trichocercidae. Arten är reproducerande i Sverige. Inga underarter finns listade i Catalogue of Life.